# Mizushima Hiro
Mizushima Hiro (水嶋 ヒロ (Thủy Đảo Hiro)), (tên khai sinh Saitō Tomohiro (齋藤 智裕 Trai Đằng Trí Dụ), sinh ngày 13 tháng 4 năm 1984) là một nhà văn, cựu diễn viên kiêm người mẫu. Anh xuất hiện trong nhiều bộ phim truyền hình của Nhật, như Hanazakari no Kimitachi e và Zettai Kareshi, trước khi từ bỏ nghiệp diễn xuất để theo con đường viết văn. Anh nổi tiếng với vai diễn chính trong loạt phim tokusatsu Kamen Rider Kabuto.

## Tuổi thơ
Mizushima sinh ở Tokyo vào ngày 13 tháng 4 năm 1984. Anh có một người chị. Khi anh lên 6 tuổi, gia đình anh di cư từ Nhật Bản đến Thuỵ Sĩ vì công việc của bố anh. Anh sống ở Zurich, Thuỵ Sĩ 6 năm, sau đó gia đình anh quay về Nhật Bản

## Nghề nghiệp
Mizushima xuất hiện đầu tiên trên truyền hình Nhật Bản là vào năm 2005, với vai diễn Hiro Misawa, một vai phụ trong mùa 2 của loạt phim Gokusen. Cùng năm đó, anh đóng trong bộ phim Ame to Yume no Ato ni và một vai nhỏ bộ phim của TBS Brother Beat.
Năm 2006, Mizushima trở thành nhân vật chính trong seri Kamen Rider Kabuto và bộ phim điện ảnh Kamen Rider Kabuto: God Speed Love. Anh cũng xuất hiện trong 2 phim khác vào năm đó.
Đầu năm 2007, Mizushima bắt đầu đảm nhận các vai lớn trong các tác phẩm nổi tiếng, như vai trong Hanazakari no Kimitachi e và vai chính Soshi Asamoto trong Zettai Kareshi. Mizushima cũng lồng tiếng Bruce Banner trong bộ phim được lồng tiếng Nhật The Incredible Hulk.
Tháng 9, 2010, Mizushima rời khỏi công ty quản lý của mình, Ken-on, để theo đuổi sự nghiệp viết văn. Nhiều tuần sau đó, vào ngày 31 Tháng 10, 2010, Mizushima đã giành giải 5th Poplar Publishing Grand Prize for Fiction và nhận khoảng tiền 20 triệu yên Nhật cho tác phẩm đầu tay của mình, Kagerou, mà anh viết với bút danh Saitō Satoshi (齋藤 智 Trai Đằng Trí). Mizushima cho biết sẽ từ chối khoản tiền này.
Sau 3 năm theo đuổi nghiệp viết văn anh quyết định trở lại với nghiệp diễn. Bộ phim đánh dấu sự trở lại của anh là black butler (hắc quản gia) công chiếu vào năm 2014

## Cuộc sống cá nhân
Mizushima thông thạo cả Tiếng Nhật lẫn Tiếng Anh. Anh kết hôn với ca sĩ nhạc pop Ayaka ngày 22 tháng 2 năm 2009 sau nhiều tháng hẹn hò. Mizushima đã tốt nghiệp từ Đại học Keio.

## Phim

### Truyền hình
- Gokusen (season 2) vai Hiro Misawa (2005)
- Ame to Yume no Ato ni (tập 7) (2005)
- Brother Beat vai Yoshi (2005)
- Pink no Idenshi (tập 3) vai Ikushima Mizuki (2005)
- Kamen Rider Kabuto vai Tendou Souji/Kusakabe Souji (2006)
- Kanojo to no Tadashii Asobikata vai Fujiki Kyouji (2007)
- Watashitachi no Kyokasho vai Yahata Daisuke (2007)
- Hanazakari no Kimitachi e vai Nanba Minami (2007)
- Gutannubo (Gout Temps Nouveau) Drama Special (2007)
- Churaumi Kara no Nengajo vai Miyashita Kota (2007)
- Zettai Kareshi vai Asamoto Soshi (2008)
- Room of King as Moriji/Mori Jirou (2008)
- Mei-chan no Shitsuji vai Shibata Rihito (2009)
- Mr. Brain vai Hayashida Toranosuke (TBS, 2009)
- Tokyo Dogs vai Maruo Kudo (Fuji TV, 2009)

### Phim điện ảnh
- Hatsukare vai Ibushi (2006)
- Lovely Complex vai Ryoji Suzuki (2006)
- Kamen Rider Kabuto: God Speed Love (2006)
- 100 Scene no Koi (2007)
- GS Wonderland (2008)
- Drop (Tháng 3, 2009)
- BECK: Mongolian Chop Squad (2010)
- black butler(2014)

### Lồng tiếng
- The Incredible Hulk (2008) - Bruce Banner

## Sách
- Kagerou (2010) ISBN 978-4591122457